# Giga Nevada

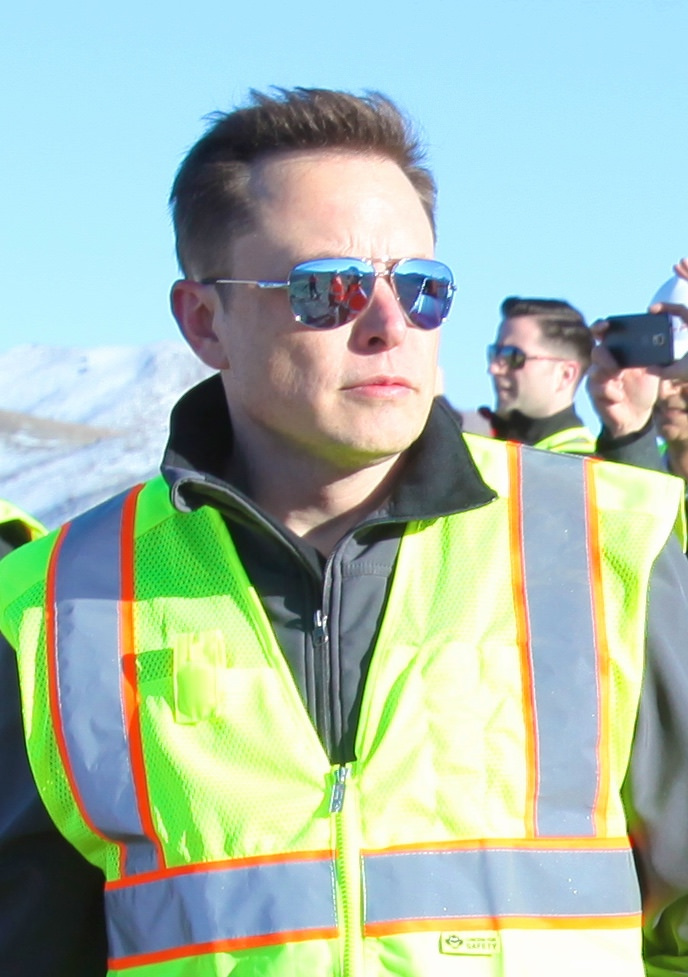
Elon Musk, en mars 2015, lors de la visite du chantier de la Gigafactory 1.

La Tesla Giga Nevada (ou Gigafactory 1) est une usine de fabrication de batteries lithium-ion construite par l'entreprise Tesla dans l'État du Nevada, aux États-Unis. La Gigafactory 1 a débuté la fabrication de batteries en janvier 2017, mais la production inférieure aux prévisions a provoqué en 2017 des retards de livraison des voitures. Fin 2018, l'objectif de 35 GWh/an de packs de batteries est atteint avec deux années d'avance.
Elle devrait permettre de réduire d'au moins 30 % les coûts de production des batteries utilisées dans les voitures Tesla. Le 30 avril 2015, Elon Musk annonce que ce qui était jusqu'alors connu comme la Gigafactory était en fait la première des Gigafactory (d'où l'ajout du chiffre 1). Plusieurs autres ont suivi : Gigafactory 2 à Buffalo dans l'État de New York, puis Gigafactory 3 en Chine à Shanghai, dont la mise en activité est prévue fin 2019 ; une autre Gigafactory est prévue en Europe à Berlin (Allemagne) .
Le gouverneur du Nevada, Brian Sandoval, a estimé que le Nevada profiterait des retombées économiques de l'usine à hauteur de 100 milliards de dollars, durant les deux décennies suivant la construction de l'usine. En termes d'espace utilisable, l'usine sera la deuxième plus grande au monde, juste après l'usine Boeing d'Everett, et le plus grand bâtiment du monde en termes d'espace physique. L'inauguration a eu lieu le 29 juillet 2016 et la fabrication de batteries a débuté en janvier 2017.

## Motivations et construction
Tesla prévoyait que la Gigafactory 1 réduise les coûts de production des batteries des véhicules électriques et du système d'accumulateurs Powerwall de 30 %. La capacité de production prévue pour 2020 était de 35 GWh/an de cellules ainsi que 50 GWh/an de packs de batteries. Pour ce faire, l'usine devait employer approximativement 6 500 personnes en 2018 et fournir les batteries pour 500 000 voitures Tesla par an,.
En juillet 2014, Panasonic a conclu un accord avec Tesla Motors pour investir dans l'usine,, dont le coût est estimé à 5 milliards de dollars. Panasonic dirigera la partie production de batteries de l'usine, et le PDG de Tesla Motors, Elon Musk, a indiqué que l'investissement total de Panasonic serait de 1,5 à 2 milliards de dollars. Au début de l'année 2016, le président de Panasonic, Kazuhiro Tsuga, a confirmé un total d'investissements planifiés par la société d'environ 1,6 milliard pour construire l'usine à pleine capacité.
L'inauguration a eu lieu le 29 juillet 2016.
La Gigafactory 1 a débuté la fabrication de batteries en janvier 2017, mais la production inférieure aux prévisions a provoqué en 2017 des retards de livraison des voitures.
L'usine, qui a coûté 6 milliards de dollars (dont 1,6 milliard apporté par Panasonic), atteignait fin 2018 un rythme de 250 000 packs de batteries par an, destinés à la Model 3, assemblée dans l'usine de Fremont, près de San Jose (Californie). Selon le spécialiste Sam Jaffe, du cabinet Cairn Energy Research Advisors, le coût de production des cellules de batteries de Tesla s'établit à 116 dollars par kilowattheure, bien inférieur à celui de l'industrie, qu'il estime à 146 dollars en moyenne. La production a atteint en juin 2018 le rythme de 20 GWh/an et les analystes estiment que l'objectif à terme, d'un rythme de 35 GWh/an, a déjà été atteint fin 2018.

### Localisation de l'usine
Plusieurs sites ont été initialement envisagés, comprenant la Californie, l'Arizona, le Nevada, le Nouveau-Mexique et le Texas. Le 3 septembre 2014, le Centre industriel Reno-Tahoe, au Nevada, a été sélectionné comme localisation de la Gigafactory, avec 1,25 milliard de dollars de subventions du Nevada sous forme de vingt ans d'exemption de taxes de vente et dix ans d'exemption de taxe sur la propriété. Les subventions incluent 195 millions de dollars de crédits d'impôts transférables, que Tesla pourrait vendre. Le gouverneur du Nevada, Brian Sandoval, a estimé que le Nevada profiterait des retombées économiques de l'usine à hauteur de 100 milliards de dollars durant les deux décennies suivants la construction de l'usine, mais certains économistes ont déclaré que l'estimation était « profondément imparfaite » : par exemple, elle considérait que chaque employé de Tesla aurait été sans emploi sans l'usine ; de plus, l'estimation ne fait pas mention des coûts pour le gouvernement d'un afflux massif de résidents locaux,,,.
En termes d'espace utilisable, l'usine sera la deuxième plus grande au monde, juste après l'usine Boeing d'Everett, et le plus grand bâtiment du monde en termes d'espace physique.
Selon un rapport du Nevada Office of Economic Development, publié en décembre 2018, plus de 34 500 postes ont été créés dans le Nevada du Nord entre 2014 et 2017, dont 44 % directement liés à l'usine géante de Tesla. En 2018, l'impact de Tesla sur l'économie locale est estimé à près de 3,6 milliards de dollars, selon le même rapport. En 2014, le gouvernement du Nevada a offert à Tesla 1,3 milliard de dollars de subventions sur 20 ans, sous conditions, en particulier : investir au moins 5 milliards de dollars et créer 6 500 emplois directs d'ici fin 2018, avec un salaire moyen de 27,35 dollars de l'heure ; ces objectifs ont presque tous été dépassés : fin juin 2018, Tesla et ses partenaires avaient déjà investi 6 milliards de dollars, Tesla comptait 7 059 salariés dans l'usine, auxquelles s'ajoutent les 5 000 employés de ses fournisseurs sur place ; seul le salaire horaire, à 25,8 dollars, était inférieur aux prévisions.

### Agrandissement futur
Avant de construire d'autres gigafactories, Tesla pourrait agrandir, voire doubler la taille de la Gigafactory 1. En juin 2015, Tesla a annoncé qu'elle a exercé son option d'achat de 754 hectares de terrains adjacents à l'actuel emplacement de la Gigafactory 1 (400 hectares). La porte-parole de Tesla, Alexis Georgeson a déclaré : « Cet achat nous donne l'opportunité d'une croissance future. » Lors des négociations avec l'État du Nevada, « agrandir le site a toujours été une option qui devrait être choisie par la société », a dit Steve Hill, directeur du Cabinet du Gouverneur au Développement Economique. « Tesla a dit que l'usine atteindrait le million de mètres carrés en une ou deux étapes », selon Hill. À la conférence sur les résultats (en mai 2015), Elon Musk a dit « qu'ils ne s'étaient pas encore prononcés à ce propos mais qu'ils considéraient agrandir la taille de la Gigafactory 1 de 50 à 100 %. »
Fin 2018, l'usine n'atteint encore que 30 % de sa taille ultime. Tesla entend accroître ses capacités, pour absorber la croissance des ventes attendues de la Model 3 (les batteries des Model S et X sont importées du Japon), mais aussi y produire éventuellement ses futurs modèles. Les experts spéculent déjà sur le choix de la Gigafactory 1 pour la Model Y, non seulement pour les batteries mais aussi pour l'assemblage.

## Activités commerciales
La Gigafactory est gérée par une équipe de direction, dirigée par Jens Peter Clausen, anciennement administrateur chez LEGO, qui est maintenant Vice Président de la Gigafactory de Tesla.
En octobre 2015, Tesla a déménagé la production du Tesla Powerwall de l'usine de Fremont vers la Gigafactory 1. Le début de la production de batteries est prévu pour le début de 2016. À terme, l'usine doit pouvoir produire plus de batteries au lithium-ion qu'il en a été produit en 2013 dans le monde entier.
Le 18 mars 2016, des journalistes locaux ont été autorisés à visiter la Gigafactory sous de strictes conditions. Ils ont découvert que 14 % du système final était déjà terminé. C'est dans cette partie terminée depuis le dernier trimestre de 2015, que le Tesla Powerwall a été produit,.

## Prochaines Gigafactories
Le 30 avril 2015, Elon Musk annonce que l'usine jusqu'alors simplement connue sous le nom de « Gigafactory » devait en fait s'appeler « Gigafactory 1 » puisque Tesla envisage de construire d'autres usines similaires à l'avenir. Il déclare également qu'il s'attend à ce que d'autres sociétés construisent leurs propres « Gigafactories ». Après avoir reçu pour 800 millions de dollars de commandes (170 millions pour le Powerwall et 625 millions pour le PowerPack) en une semaine après le dévoilement, Musk estime que la Gigafactory 1 ne serait pas suffisante pour satisfaire la demande.
Les activités de Tesla et son intérêt au Japon ont laissé supposer qu'une Gigafactory, possiblement la Gigafactory 2, pourrait être construite dans ce pays. En mars 2015, le Japon était d'ailleurs le deuxième plus gros fournisseur de composants Tesla au monde après l'Amérique du Nord.
Le nom « Gigafactory 2 » a finalement été attribué à l'usine de Solar City (à Buffalo, New York), qui produit des panneaux et des tuiles solaires. Elon Musk a lancé début 2019 la construction de la « Gigafactory 3 », près de Shanghai en Chine, en prévision du lancement de la Model 3 dans le pays ; le démarrage de sa production est prévu pour fin 2019. Tesla compte aussi construire une Gigafactory en Europe, et envisage à terme une douzaine de Gigafactories dans le monde.

## Controverses
En octobre 2015, d'après Tesla, deux journalistes, dont un photographe, du Reno Gazette-Journal (en) seraient entrés illégalement sur le chantier de la Gigafactory. Leur fuite en voiture ayant causé des blessures corporelles sur un employé des services de sécurité du chantier, le photographe a été arrêté par la police. La version des journalistes diffère : selon leurs avocats, ils étaient sur une hauteur en dehors du chantier et auraient été agressés par les gardes du service de sécurité qui ont voulu leur prendre leurs caméras.
En février 2016, entre 100 et 300 (selon les sources) travailleurs syndiqués et non-syndiqués ont momentanément quitté leur travail parce que les chantiers de construction employaient trop de travailleurs venant d'autres États que le Nevada (notamment d'Arizona et du Nouveau-Mexique),. En réponse, Tesla a affirmé que 75 % des personnes travaillant sur son chantier sont des résidents de l'État du Nevada.